# Danil Kuraksin
Danil Kuraksin (Tallin, 4 de abril de 2003) es un futbolista estonio que juega en la demarcación de extremo para el FC Flora Tallinn de la Meistriliiga.

## Selección nacional
Tras jugar en varias categorías inferiores de la selección, finalmente hizo su debut con la selección de fútbol de Estonia en un partido amistoso contra Finlandia que finalizó con un resultado de 0-1 a favor del combinado estonio tras el gol de Martin Miller.

## Clubes
| Club                 | País    | Año       | Partidos | Goles |
| -------------------- | ------- | --------- | -------- | ----- |
| FC Flora III Tallinn | Estonia | 2018-2019 | 13       | 4     |
| FC Flora II Tallinn  | Estonia | 2018-2022 | 68       | 11    |
| FC Flora Tallinn     | Estonia | 2020-     | 55       | 16    |